# جامع وتكية الشيخ عبد الباقي
جامع وتكية الشيخ عبد الباقي، يقع في شارع الجمهورية بمحافظة كركوك في العراق، وهو من مساجد العراق التاريخية القديمة، ولقد أنشيء الجامع في سنة 1303هـ/ 1886م، وأجريت عليهِ أعمال الصيانة وجدد بناؤه عام 1397هـ/1977م، على يد الشيخ عبد الجبار بن مصطفى، وتبلغ مساحتهُ 700م2، ومازال المسجد محافظاً على هيئتهِ القديمة التراثية القديمة من الداخل، وتعلو المبنى قبة خضراء كبيرة.
ومن الأئمة الأعلام والمشايخ الذين خدموا فيه:
- الشيخ عبد الله - أول إمام وخطيب في الجامع.
- الشيخ عبد الباقي القادري.
- الملا محمد بن مصطفى.
- الشيخ عبد الجبار.
- الشيخ عبد الجليل.
- الشيخ عبد العزيز بن مصطفى.

ويظهر من التواريخ المكتوبة عن الجامع إن مبنى التكية أقدم من الجامع ولقد شيدت من قبل الشيخ عبد الباقي بن الشيخ إسماعيل عام 1270هـ/ 1853م، وظل مسؤولاً عنها فترة 22 عاماً، وفي الحرب العالمية الأولى والثانية تحول مبنى التكية إلى مستشفى لرعاية الجرحى والمصابين من أفراد الجيش العثماني.
وتوجد في الجامع مخطوطات قديمة أثرية موضوعة في خزانتهِ، وتقام في الجامع والتكية صلاة الجمعة وصلاة العيدين والصلوات الخمسة المكتوبة.